# Дальность полёта летательного аппарата
Дальность полёта — это расстояние, измеренное вдоль маршрута полёта по земной поверхности от места вылета до места посадки летательного аппарата (ЛА).
На дальность полёта влияет запас топлива в летательном аппарате, а также условия окружающей среды, которые могут увеличивать или уменьшать расход топлива\энергии, потребной для передвижения. Не следует путать дальность полёта и продолжительность полёта.

## Виды дальности
Обычно в лётно-тактических характеристиках летательных аппаратов рассматриваются следующие виды дальности: техническая, практическая и тактическая.
Технической дальностью полёта называют максимальную дальность полёта летательного аппарата (самолёта) в стандартных атмосферных условиях, без ветра при полной заправке самолёта и полной его выработке, за исключением невырабатываемого остатка. Наличие невырабатываемого остатка связано с тем, что не всё заправленное в баки самолёта топливо может быть выработано, что связано с конструктивными особенностями топливной системы. Обычно невырабатываемый остаток топлива составляет 1,5 % от массы заправляемого топлива.
Техническая дальность является важным показателем предельных возможностей летательного аппарата (самолёта). Однако завершение реального полёта с пустыми баками является недопустимым по соображениям безопасности, так как любое непредвиденное отклонение от маршрута, наличие встречного ветра и т. п. могут привести к тому, что летательный аппарат (самолёт)не достигнет аэродрома назначения. Поэтому более реальным показателем является практическая дальность полёта.
Практическая дальность полёта — расстояние, которое может пролетать летательный аппарат при заданном состоянии атмосферы с учётом расхода топлива на запуск и опробование двигателей, руление перед взлётом, взлёт, предпосадочный манёвр, посадку, руление после посадки, а также с учётом аэронавигационного запаса топлива, определяемого для соответствующего типа летательного аппарата Нормами лётной годности. Практическая дальность полёта существенно зависит от массы Целевой нагрузки. Зависимость «нагрузка — дальность» является одной из основных характеристик летательного аппарата. На этой зависимости можно выделить три характерных участка: 1 — ограничение по максимальной целевой нагрузке (в основном обусловлено прочностью конструкции); 2 — ограничение по взлётной массе; 3 — ограничение по массе топлива (ёмкость топливных баков).
Аэронавигационный запас топлива предназначен для компенсации возможных отклонений условий полёта от расчётных, а также для ожидания в воздухе в районе аэродрома назначения или достижения запасного аэродрома в случае возникновения особых обстоятельств.
Аэронавигационный запас топлива составляет, как правило,10-15 % от массы заправляемого топлива.
Максимальная практическая дальность полёта — практическая дальность полёта на высоте и скорости наибольшей дальности и полной заправке горючего.
В процессе полёта по мере расходования топлива масса летательного аппарата (самолёта) уменьшается, в результате чего постепенно возрастает высота практического потолка. Если летательный аппарат (самолёт) будет постоянно лететь на высоте практического потолка, то есть с небольшим набором высоты, то в этом случае дальность его полёта будет больше, чем при горизонтальном полёте. Такой способ выполнения крейсерского полёта получил название полёта по потолкам.
Тактическая дальность полёта — это практическая дальность с учётом расхода топлива на всех этапах, предусмотренным заданием на полёт.
На примере самолёта:
- Техническая дальность — дальность полёта одиночного самолёта до полного израсходования топлива;
- Практическая дальность — дальность полёта с учётом гарантийного 10-15 % остатка топлива (от массы заправляемого топлива);
- Тактическая дальность — дальность полёта с учётом запаса топлива на выполнение задания, не связанного с продвижением по маршруту.

## Дальность полёта у разных видов летательных аппаратов
Подводя итог нужно учитывать, что летательным аппаратом является не только самолёт, а также планёр у которого нет мотора с топливом (исключение — класс мотопланёров), космический корабль, который летает в атмосфере Земли и вакууме космоса, воздушный шар и т. д.
В то же время дирижабль тоже является летательным аппаратом Если про самолёт говорят, что он летает, то про аппараты легче воздуха уместнее говорить, что они «плавают» в воздухе, чему и соответствует наименование «воздухоплавательные аппараты».
Самолёт может продолжать полёт штатно пока работает мотор, после чего перейдёт в планирование с потерей скорости и высоты. Время работы мотора определяется наличием на самолёте запаса топлива, который всегда имеется лишь в ограниченном количестве.
Дирижабль же «плавает» в воздухе. Благодаря подъёмной силе газа он может вертикально подниматься вверх, может по желанию или в случае остановки имеющихся у него моторов, работой которых он приобретает поступательное движение, совершенно остановится в воздухе и не падать. Он имеет возможность совершать продолжительные безостановочные перелёты, выгодно используя попутные ветры.
Так что практическая дальность полёта у того же дирижабля может быть разной в зависимости от различных условий полёта.